# Eparquía de Miskolc
La eparquía de Miskolc (en latín: Eparchia Miskolcen(sis) y en húngaro: Miskolci egyházmegye) es una circunscripción eclesiástica greco-católica húngara de la Iglesia católica en Hungría, sufragánea de la archieparquía de Hajdúdorog. La eparquía tiene al obispo Atanáz Orosz como su ordinario desde el 5 de marzo de 2011.
En el Anuario Pontificio la Santa Sede usa el nombre Miskolc per i Cattolici di rito bizantino.

## Territorio y organización
La eparquía extiende su jurisdicción sobre los fieles católicos de rito bizantino greco-católico húngaro residentes en los condados de Borsod-Abaúj-Zemplén y Heves.
La sede de la eparquía se encuentra en la comuna de Múcsony, mientras que en Miskolc se halla la Catedral de la Asunción de María.
En 2019 en la eparquía existían 64 parroquias parroquias y misiones agrupadas en 2 decanatos divididos en 6 distritos:
- Borsodi Főesperesség
  - Borsodi Esperesi Kerület (11 parroquias): Abod, Edelény, Irota, Kazincbarcika, Múcsony, Ózd, Rakaca, Rakacaszend, Sajószentpéter, Szuhakálló y Viszló.
  - Csereháti Esperesi Kerület (12 parroquias): Baktakék, Csobád, Encs, Felsővadász, Gadna, Garadna, Homrogd, Kány, Mogyoróska, Pere, Selyeb y Szikszó.
- Zempléni Főesperesség
  - Abaúj-Hegyaljai Esperesi Kerület (11 parroquias): Abaújszántó, Baskó, Bekecs, Bodrogkeresztúr, Bodrogolaszi, Boldogkőváralja, Komlóska, Mezőzombor, Szerencs, Tokaj y Tolcsva.
  - Miskolci Esperesi Kerület (5 parroquias): Miskolc-Avas, Miskolc (-Belváros), Miskolc-Diósgyőr, Miskolc-Görömböly, Miskolc-Szirma.
  - Sajópálfalai Esperesi Kerület (9 parroquias y 2 misiones): Arnót, Beroly, Eger, Emőd, Felsőzsolca, Hejőkeresztúr, Sajópálfala, Sajópetri, Sajóvámos, Szirmabesenyő y Tiszaújváros.
  - Sátoraljaújhelyi Esperesi Kerület (12 parroquias): Alsóregmec, Dámóc, Filkeháza, Kenézlő, Mikóháza, Pácin, Rudabányácska, Sárospatak, Sárospatak-Végardó, Sátoraljaújhely, Vajacáceas y Zascis.

## Historia
Dentro de Hungría había 21 parroquias de la eparquía de Prešov (hoy archieparquía) y una de la eparquía de Mukáchevo, que habían permanecido dentro del país después de la creación de Checoslovaquia por el tratado de Trianón en 1920. El 4 de junio de 1924 ellas formaron el nuevo exarcado apostólico de Miskolc. Al principio, debido a que usaban el eslavo eclesiástico en la liturgia, fueron clasificadas como greco-católicas rutenas, pero actualmente son consideradas como parte de la Iglesia greco-católica húngara luego que desde la década de 1940 comenzaron a usar el idioma húngaro en la liturgia. Desde esa década los eparcas de Hajdúdorog comenzaron a administrar el exarcado apostólico.
En 1925 la sede del exarcado se estableció en Ózd y en 1972 fue trasladada a Múcsony.
Después del Primer arbitraje de Viena, que fue un acuerdo territorial alcanzado por mediación y presión alemana entre Hungría y Checoslovaquia en noviembre de 1938, en las áreas que regresaron a Hungría, seis parroquias de la diócesis de Košice y después de la reocupación de Transcarpatia, otras cinco parroquias llegaron al exarcado. 
El 5 de marzo de 2011 debido al decreto Ut aptius spirituali de la Congregación para las Iglesias Orientales incorporó 29 parroquias que hasta entonces habían pertenecido a la eparquía de Hajdúdorog (hoy archieparquía).

Ut aptius spirituali bono atque regimini christifidelium Ecclesiae Byzantinae in Hungaria commorantium consuleretur, Benedictus PP. XVI in Audientia infrascripto Cardinali Praefecto Congregationis pro Ecclesiis Orientalibus die 17 mensis Februarii hoc vertente anno concessa, sua sollicitudine
pastorali ductus, Archidecanati Zemplén undetriginta paroecias una cum suis bonis Exarchiae Miskolcensis territorio uniri decrevit, ut in elencho addito huius decreti parte necessaria liquet. Eparchiae Haidúdoroghensis omnes presbyteri et ceteri clerici, in paroeciis dicti Archidecanati ministerium exercentes, Exarchiae Miskolcensi incardinabuntur, et seminarii alumni ex iisdem paroeciis provenientes ad novam circumscriptionem pertinebunt. Ecclesia Dormitionis Mariae Virginis in urbe Miskolcensi Exarchiae ecclesia Cathedralis est.

El 20 de marzo de 2015, mediante la bula Qui successimus del papa Francisco, el exarcado apostólico fue elevado a eparquía, que se convirtió simultáneamente en sufragánea de la archieparquía de Hajdúdorog.

Qui successimus in beati Petri locum spirituali totius Dominici gregis bono magna sollicitudine consulere nitimur. Cum vero Exarchia Apostolica Miskolcensis Hungariae magna ceperit incrementa quod attinet ad fidelium numerum atque ad proprium ecclesiasticum patrimonium servans spiritualem fidem, audito Venerabili Fratre Nostro Cardinale Praefecto Congregationis pro Ecclesiis Orientalibus, summa Nostra potestate eandem Exarchiam Apostolicam ad gradum Eparchiae evehimus propriis cum iuribus et obligationibus; quam quidem Metropolitanae Sedi Haidudoroghensi subicimus atque Venerabilem Fratrem Athanasium Orosz, hactenus Exarchum Apostolicum Miskolcensem, Episcopum eiusdem Eparchiae nominamus, ipsum transferentes a Sede titolari et episcopali Panitana, cum omnibus iuribus ac facultatibus tali muneri adnexis ad normam Codicis Canonum Ecclesiarum Orientalium. Insuper praecipimus ut omnes sacerdotes in territorio Exarchiae Apostolicae ministerium exercentes ipso facto novae Eparchiae incardinentur itemque seminarii alumni ex eiusdem paroeciis provenientes novae circumscriptioni ascribantur. Insuper de absoluto negotio sueta documenta exarentur et Congregationi pro Ecclesiis Orientalibus mittantur. Hanc denique Apostolicam Constitutionem iugiter ratam esse volumus, contrariis rebus nihil obstantibus.

## Estadísticas
De acuerdo al Anuario Pontificio 2020 la eparquía tenía a fines de 2019 un total de 49 000 fieles bautizados.
| Año                                                                             | Población            | Población | Población      | Sacerdotes | Sacerdotes    | Sacerdotes    | Bautizados por sacerdote | Diáconos permanentes | Religiosos | Religiosos | Parroquias |
| Año                                                                             | Bautizados católicos | Total     | % de católicos | Total      | Clero secular | Clero regular | Bautizados por sacerdote | Diáconos permanentes | Varones    | Mujeres    | Parroquias |
| ------------------------------------------------------------------------------- | -------------------- | --------- | -------------- | ---------- | ------------- | ------------- | ------------------------ | -------------------- | ---------- | ---------- | ---------- |
| 1969                                                                            | 24 100               | 950 000   | 2.5            | 31         | 30            | 1             | 777                      |                      | 1          |            | 27         |
| 1980                                                                            | 22 800               | ?         | ?              | 28         | 28            |               | 814                      |                      |            |            | 29         |
| 1990                                                                            | 22 000               | ?         | ?              | 30         | 30            |               | 733                      |                      |            |            | 29         |
| 1999                                                                            | 25 000               | ?         | ?              | 34         | 34            |               | 735                      |                      |            |            | 30         |
| 2000                                                                            | 25 000               | ?         | ?              | 34         | 34            |               | 735                      |                      |            |            | 31         |
| 2001                                                                            | 25 000               | ?         | ?              | 35         | 35            |               | 714                      |                      |            |            | 31         |
| 2002                                                                            | 25 000               | ?         | ?              | 30         | 30            |               | 833                      |                      |            |            | 31         |
| 2003                                                                            | 19 948               | ?         | ?              | 28         | 26            | 2             | 712                      |                      | 2          |            | 31         |
| 2004                                                                            | 19 948               | ?         | ?              | 37         | 35            | 2             | 539                      |                      | 2          |            | 31         |
| 2009                                                                            | 20 000               | ?         | ?              | 31         | 31            |               | 645                      |                      |            |            | 30         |
| 2013                                                                            | 56 200               | ?         | ?              | 70         | 70            |               | 802                      |                      |            |            | 62         |
| 2016                                                                            | 50 000               | ?         | ?              | 70         | 70            |               | 714                      | 1                    |            | 1          | 62         |
| 2019                                                                            | 49 000               |           |                | 71         | 71            |               | 690                      | 2                    |            | 2          | 64         |
| Fuente: Catholic-Hierarchy, que a su vez toma los datos del Anuario Pontificio. |                      |           |                |            |               |               |                          |                      |            |            |            |

## Episcopologio
- Antal Papp † (14 de julio de 1924-24 de diciembre de 1945 falleció)
- Miklós Dudás † (14 de octubre de 1946-15 de julio de 1972 falleció)
- Imre Timkó † (7 de enero de 1975-30 de marzo de 1988 falleció)
  - Szilárd Keresztes (30 de junio de 1988-10 de noviembre de 2007 retirado) (administrador apostólico)
  - Fülöp Kocsis (2 de mayo de 2008-5 de marzo de 2011 renunció) (administrador apostólico)
- Atanáz Orosz, desde el 5 de marzo de 2011